# Колеџ Сити (Арканзас)
Колеџ Сити (енгл. College City) град је у америчкој савезној држави Арканзас.

## Демографија
По попису из 2010. године број становника је 455, што је 186 (69,1%) становника више него 2000. године.
| Група             | 2000.       | 2010.       |
| Белци             | 251 (93,3%) | 449 (98,7%) |
| Афроамериканци    | 12 (4,5%)   | 0 (0,0%)    |
| Азијати           | 1 (0,4%)    | 0 (0,0%)    |
| Хиспаноамериканци | 1 (0,4%)    | 3 (0,7%)    |
| Укупно            | 269         | 455         |